# Kapalné helium

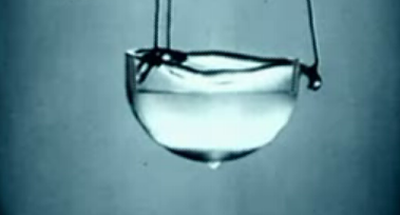
Kapalné helium ochlazené pod bod lambda, kde vykazuje vlastnosti supratekutiny

Při standardním tlaku existuje chemický prvek helium v tekuté podobě pouze při extrémně nízkých teplotách pod -269 °C (cca 4 K nebo -452,2 °F). Jeho bod varu a kritický bod závisí na tom, který izotop helia je přítomen, zda nejběžnější izotop helium-4 nebo vzácnější izotop helium-3. Toto jsou jediné dva stabilní izotopy helia. Hustota kapalného hélia-4 při jeho bodu varu a tlaku jedné atmosféry (101,3 kpa) je asi 0.125 g na cm3, nebo přibližně 1/8 hustoty kapalné vody.

## Zkapalňování
Helium bylo poprvé zkapalněno 10. července 1908, nizozemským fyzikem Heike Kamerlinghem Onnesem na univerzitě v Leidenu v Nizozemsku. V té době bylo ještě helium-3 neznámé, protože hmotnostní spektrometr ještě nebyl vynalezen. V několika posledních desetiletích se kapalné helium používá jako kryogenní chladivo a kapalné helium se vyrábí komerčně pro použití v supravodivých magnetech, jako jsou ty používané v magnetické rezonanci (MRI), nukleární magnetické rezonance (NMR), magnetoencefalografii (MEG) a experimentech ve fyzice jako je nízkoteplotní Mössbauerova spektroskopie.

## Vlastnosti
Teploty nutné k výrobě tekutého hélia jsou velmi nízké, protože mezi atomy helia jsou slabé vazby. Tyto molekulové interakce jsou u helia slabé, protože helium je ušlechtilý plyn, ale jsou dále zeslabeny i jevy kvantové mechaniky, které jsou pro helium významné, protože má nízkou atomovou hmotnost asi čtyř atomových hmotnostních jednotek. Energie základního stavu kapalného helia je menší, pokud jsou jeho atomy méně omezeny jejich sousedy. Proto se u kapalného helia může snížit základní stav energie o přirozeně se vyskytující zvýšení jeho průměru meziatomární vzdálenosti. Nicméně na větší vzdálenosti jsou účinky meziatomových sil v heliu ještě slabší.
Kvůli velmi slabým meziatomovým silám u helia by zůstal tento prvek kapalinou při atmosférickém tlaku až do teploty absolutní nuly. Kapalné helium tuhne pouze za velmi nízkých teplot a velkých tlaků. Při teplotách pod jejich teplotu tání podstupují oba izotopy helium-4 i helium-3 přechody do supratekutiny.
Kapalné helium-4 a vzácné helium-3 nejsou úplně mísitelné. Pro teploty nižší než 0,9 kelvinu prochází směs dvou izotopů fází separace v normální tekutině (většinou helium-3), která plave na hustší supratekutině skládající se převážně z helia-4. Tato fáze separace nastane, protože celková hmotnost kapalného helia může snížit jeho termodynamickou entalpii.
Při extrémně nízkých teplotách může supratekutá fáze bohatá na helium-4 obsahovat až 6 % helia-3 v roztoku. To umožňuje používání v malém měřítku pro ředení na nižší teploty, čímž je možné dosáhnout teploty několika milikelvinů.

## Data
Supratekuté helium-4 má výrazně odlišné vlastnosti od běžného kapalného helia.
| Vlastnosti kapalného hélia                   | Helium-4 | Helium-3                               |
| -------------------------------------------- | -------- | -------------------------------------- |
| Kritická teplota                             | 5.2 K    | 3.3 K                                  |
| Bod varu pro jednu atmosféru                 | 4.2 K    | 3.2 K                                  |
| Minimální tlak tání                          | 25 atm   | 29 atm pro 0,3 K                       |
| Supratekutá přechodová teplota nasycenýchpar | 2.17 K   | 1 mK v nepřítomnosti magnetického pole |